# Johann Philipp Breidenstein
Johann Philipp Breidenstein (* 9. April 1724 oder 1729 in Niederdorfelden; † 18. Januar 1785 in Gießen) war ein deutscher Komponist und Gelehrter.

## Leben
Breidenstein stammte aus Niederdorfelden. Er arbeitete zunächst als Organist in Hanau und gab mehrere Sonaten fürs Clavecin heraus, ehe er Professor der Kameralwissenschaften in Gießen wurde. 1773 schrieb er die Abhandlung Wahres Mittel eine Fruchttheurung auf ewig von einem Staate abzuhalten in einer Rede untersuchet und bestimmet. Aus dem Jahr 1777 stammt seine Oratio inavgvralis de formanda ante omnia aerarii cvivsvis administrandi vel publici vel privati designatione statvs, negotii rationarii veraeqve oeconomiae Basi et fvndamento; cum mvnvs professoris oeconomiae ruralis reiqve calcvlatoriae cameralis p.o. in academia lvdoviciana svsciperet in avditorio ivridico. Im Jahr 1779 veröffentlichte er sein Werk Naturgeschichte des Sperlings teutscher Nation, nebst vielen Mitteln dessen Anzahl zu vermindern und ihn von den reifen Feldfrüchten, jungen Saamen und Pflanzen, Kirschbäumen, Fruchtböden und Scheuern abzuhalten; zum Nutzen des Landwirths. Friedemann Schmoll charakterisierte dieses Werk als ganz „in aufklärerischer Absicht“ geschriebene „Sammlung gängiger Klischees“ und „Aufruf zum Vernichtungsfeldzug“. 1779 versuchte Johann Heinrich Merck Breidenstein in Gießen zu besuchen, traf ihn aber dort nicht an, wie er in einem Brief an Luise von Göchhausen vom 13. bis 22. Juli 1779 berichtete: „Unsere Absicht war auf den Verfasser des Spazens gerichtet [...] Allein er war zum Unglück verreisst.“

## Werke
- 1760 Deux Jolies sonates pour le clavecin avec le violon. Composées par Mr Jean Philippe Breiderstein, Directeur de la Musique et Organiste de l'Eglise d'Hanaw. Paris 1760. (Digitalisat)
- 1770 XXIV. Von Herrn Gleims neuen Liedern, auf das Clavier gesetzt, und Sr. königl. Hoheit der durchlauchtigsten Fürstinn und Frauen, Friderica Sophia Willhelmina, gebohrnen königlichen Prinzessinn von Preußen etc. etc. vermählten Erbstatthalterinn der vereinigten Niederlande, auch Fürstinn zu Oranien und Nassau etc. etc. unterthänigst zugeeignet, von Johann Philipp Breidenstein, Höchfürstl. Hessenhanauischen Renthenverwalther, Director der Musik und Organisten am St. Magdalenenstiffte zu Haaau. Leipzig: gedruckt bey B. Chph. Breitkopf und Sohn 1770. Sechs Bogen in klein Queerfolio. (Buchanzeige)
- 1773 Wahres Mittel eine Fruchttheurung auf ewig von einem Staate abzuhalten in einer Rede untersuchet und bestimmet von Johann Philipp Breidenstein der hohen Schule zu Hanau Renten-Administrator. Frankfurt und Leipzig bei Friedrich Christian Kochendörffer. 1773. (Digitalisat)